# Phnom Da

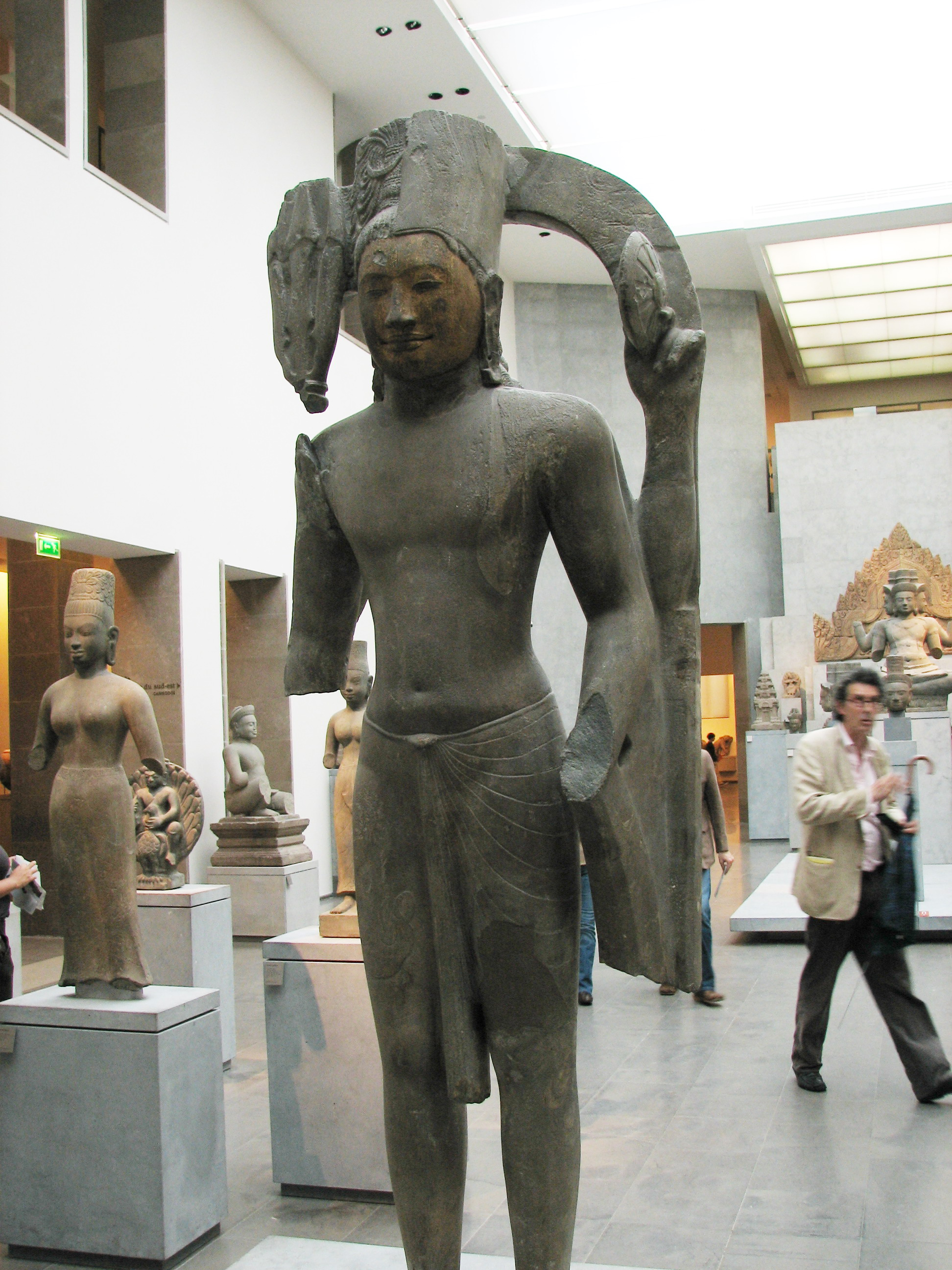
Figur aus Phnom Da (Museum Guimet, Paris)

Phnom Da (Khmer: ភ្នំដា) ist ein archäologischer Fundplatz im Süden von Kambodscha. Phnom Da aus dem 6. Jh. ist einer der ältesten erhaltenen Tempel Kambodschas aus der Zeit der Funan-Ära (1.–6. Jahrhundert).

## Lage
Phnom Da ist ein Hügel etwa drei Kilometer außerhalb des Angkor Borei in der Provinz Takeo im Süden Kambodschas.
Über die 90 Kilometer südlich von Phnom Penh gelegene Stadt Takeo kann man Phnom Da innerhalb von 20 bis 30 Minuten mit einem kleinen Motorboot erreichen. Die Fahrt geht durch landschaftlich schöne Gebiete. Es bietet sich ein Stopp in der Kleinstadt Angkor Borei an, wo sich ein kleines Museum über die Funan-Zeit befindet. Diese Reise kann auch mit einem Besuch von Phnom Chisor und Tonle Bati verbunden werden, die sich auf dem Weg von Phnom Penh nach Takeo befinden.

## Funde
Die wichtigsten Funde bilden eine Reihe außerordentlicher Statuen aus dem 6. Jahrhundert. Sie werden dem Reich Funan und dessen Nachfolgestaat Chenla zugeordnet. Die Statuen weisen den Einfluss der hinduistischen Religion auf, wobei insbesondere Vishnu verehrt worden ist. Herausragend ist eine Statue, die Harihara, Vishnu und Shiva in einer Figur zusammenfasst.
Der letzte König von Funan, Rudravarman (regierte um 514 bis 550), ist auf einer Steininschrift verewigt.